# Lachnocnema camerunica
Lachnocnema camerunica är en fjärilsart som beskrevs av D'abrera 1980. Lachnocnema camerunica ingår i släktet Lachnocnema och familjen juvelvingar. Inga underarter finns listade i Catalogue of Life.